# Rathaus (Nackenheim)

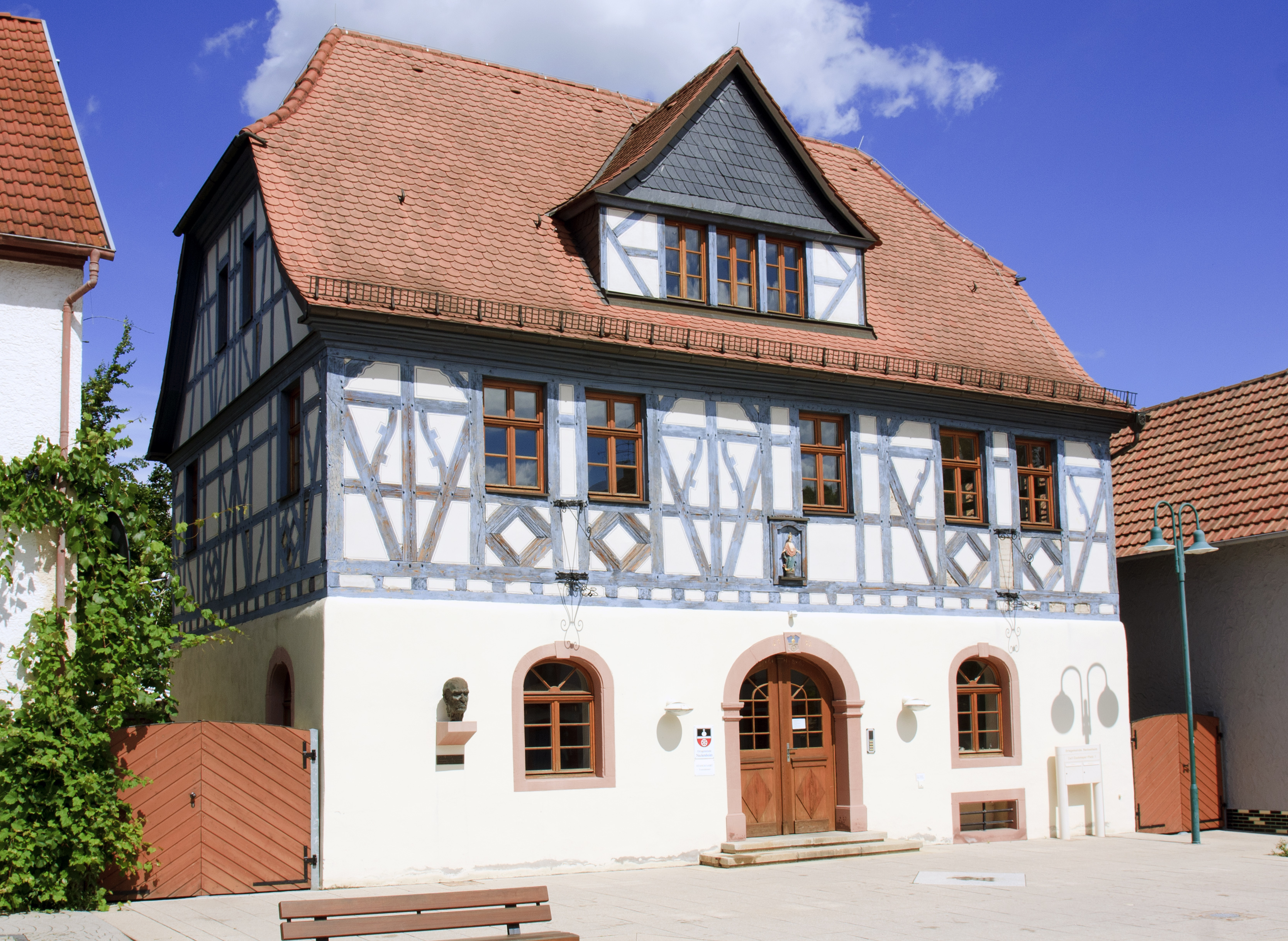
Das Rathaus von Nackenheim

Das Rathaus von Nackenheim im Landkreis Mainz-Bingen in Rheinland-Pfalz stammt von 1751. Der spätbarocke Krüppelwalmdachbau gilt als eines der schönsten Fachwerkhäuser in Rheinhessen.

## Geschichte

Das Rathaus im Jahr 1911

Bereits im 16. Jahrhundert wurde auf dem Gelände des Mainzer St. Stephanstifts in Nackenheim ein Rathaus gebaut. Dieses alte Rathaus wurde 1751 durch das heute noch bestehende Gebäude ersetzt. Es war danach nicht nur Amtssitz des Schultheiß, sondern wurde zwischenzeitlich auch als Gericht, Gefängnis, Pfarrschule und Feuerlöschgeräteraum genutzt.
Das Rathaus wurde im Laufe der Jahrhunderte mehrfach grundlegend umgebaut, zuletzt 1935. 1950/51 wurde das Gebäude renoviert und an der Straßenseite eine große Dachgaube eingebaut, weitere Renovierungen fanden 1962 und 1980 statt. In den 1990er Jahren musste das Gebäude grundlegend saniert werden, nachdem man Schäden an Deckenbalken festgestellt hatte.

## Aussehen

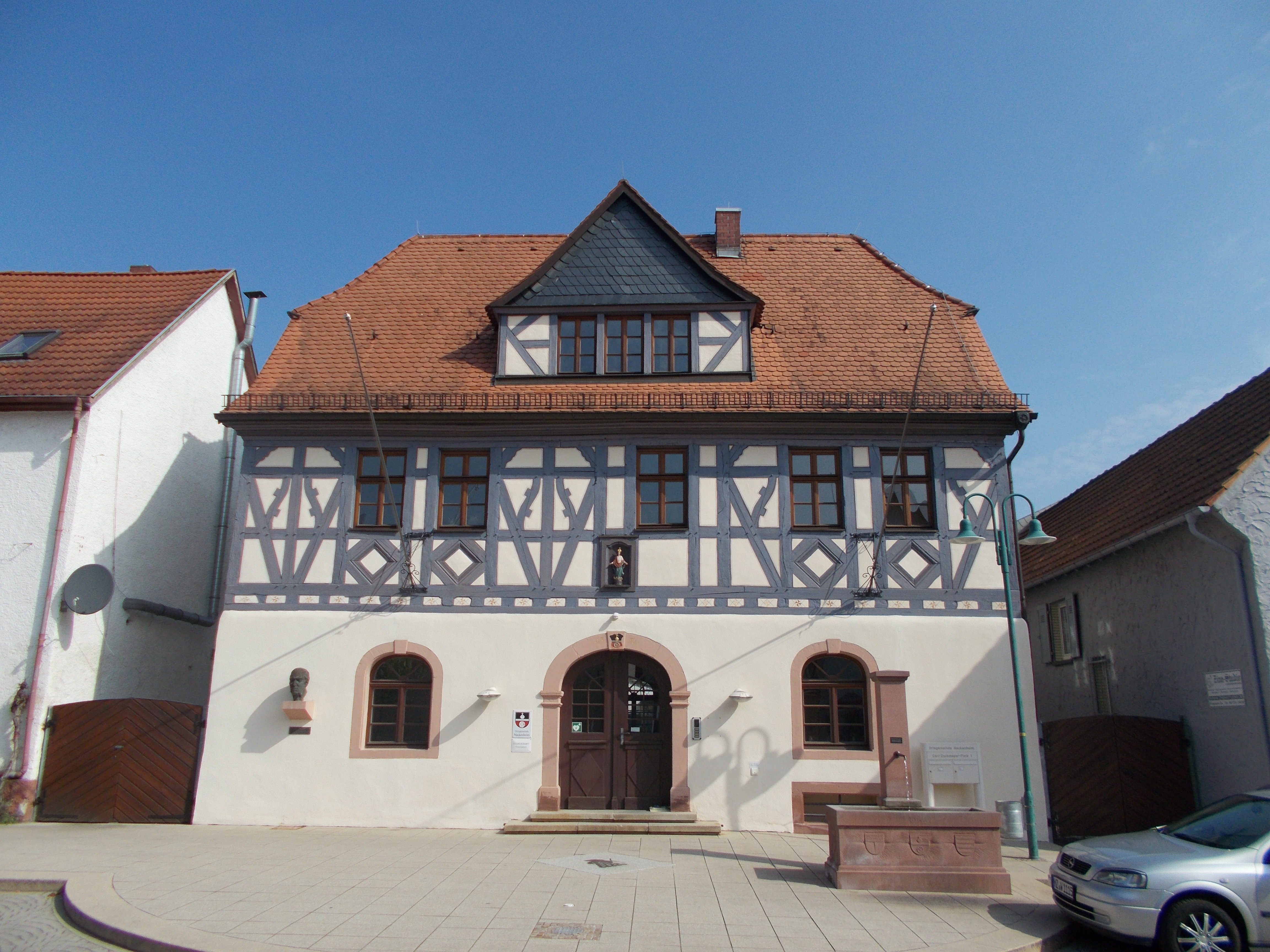
Das Rathaus im Jahr 2017

Das spätbarocke Rathaus von Nackenheim hat zwei Geschosse. Es besteht aus einem steinernen Erdgeschoss und einem Obergeschoss aus reich verziertem Fachwerk. Abgeschlossen wird das Gebäude von einem Krüppelwalmdach, das an der Straßenseite eine große Dachgaube hat.
Über dem Eingangsportal wurde, umgeben von der Jahreszahl 1751, ein Wappenschlussstein eingesetzt, der im oberen Feld das Nackenheimer Gerichtszeichen und im unteren Feld das Mainzer Rad zeigt. Darüber befindet sich eine spätbarocke Madonnenfigur. Links an der Rathausfassade wurde eine 1982 von der Bildhauerin Ursula Bertram geschaffene Büste des aus Nackenheim stammenden Schriftstellers Carl Zuckmayer (1896–1977) angebracht. Schräg rechts vor dem Rathaus steht ein klassizistischer Laufbrunnen.

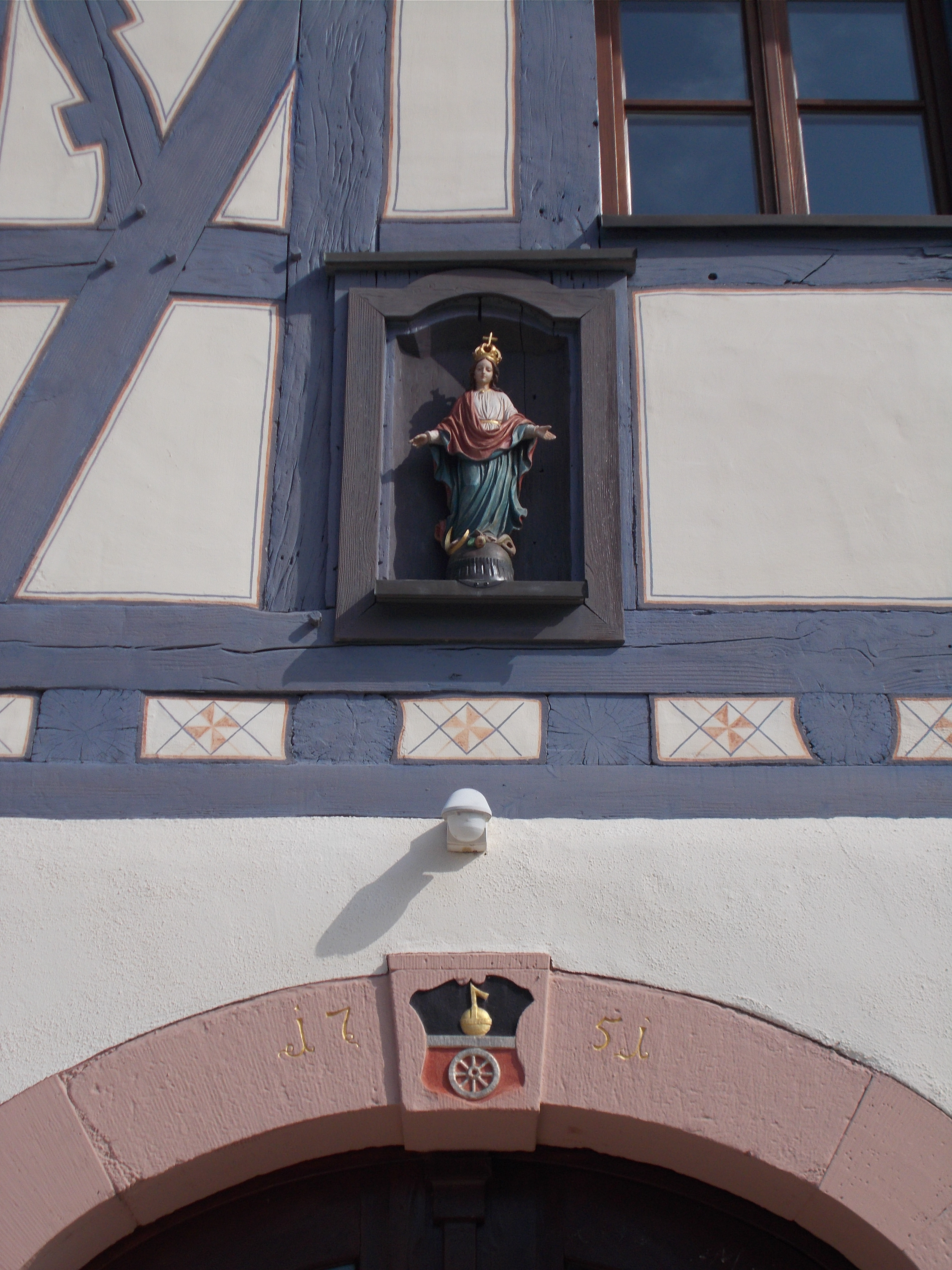
Hausschmuck am Rathaus
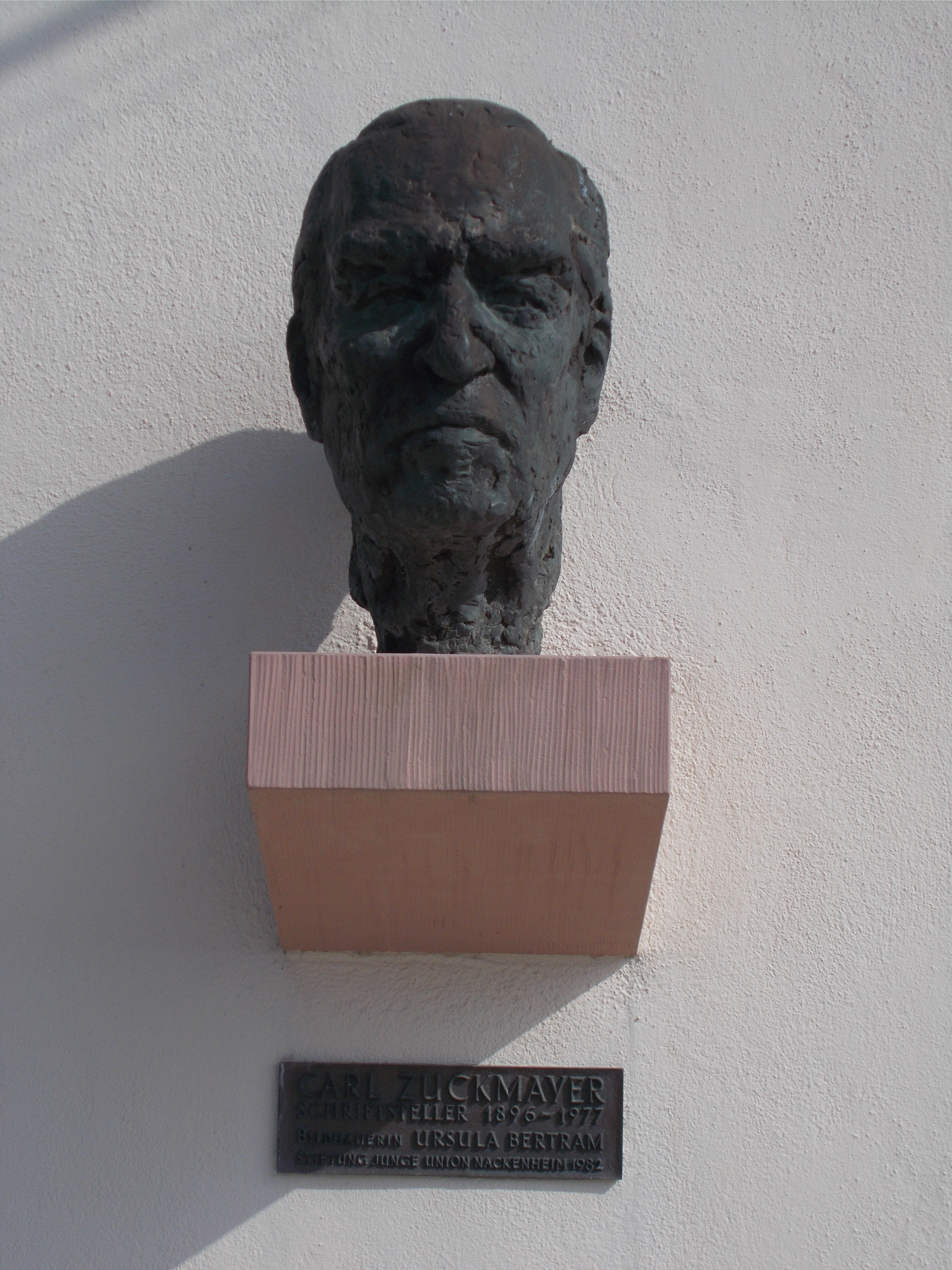
Zuckmayer-Büste am Rathaus